# 雪铁龙C1
雪铁龙C1是雪铁龙在2005年6月至2022年1月期间销售的一款汽车。該車型與標緻107、豐田Aygo的底盤和車身部件相同，風格也趨同。2010年1月，由於踏板出現問題， 标致雪铁龙集团宣布在全球範圍內召回大约100,000辆雪铁龙C1。